# Bombus vogti
Bombus vogti är en biart som beskrevs av Heinrich Friese 1903. Den ingår i släktet humlor och familjen långtungebin. Inga underarter finns listade.

## Beskrivning
Hos honorna har huvudet svart päls med en svagt kopparaktig ton i bakänden. Hos arbetarna finns vanligen även en kraftig inblandning av gråa hår i ansiktet. Även pälsen på mellankroppen är svart, dock med en kraftig inblandning av grått på de främre delarna. Bakkroppen är till största delen svart, men tergiterna i slutet på bakkroppen, främst de två sista, är vitaktiga. Vingarna är mörkbrunt halvgenomskinliga. Drottningen har en kroppslängd på omkring 24 mm, arbetarna 15 mm.
Hanen har grågult ansikte med inblandning av svarta hår. Resten av huvudet är övervägande svart med vissa grågula markeringar. Mellankroppen är även den svart med grågul päls framför allt på mitten. Bakkroppen är övervägande svart med vitaktig päls på de tre sista tergiterna (5–7), på tergit 5 endast på den bakre delen. Vingarna är som hos honorna, dock vanligen betydligt ljusare. Kroppslängden är omkring 17,5 mm.

## Ekologi
Arten är en bergsart som förekommer från 900 till 2 000 m. Litet är känt om arten i övrigt, IUCN klassificerar den under kunskapsbrist (DD), men den betraktas som ovanlig.

## Utbredning
Utbredningsområdet omfattar Bolivia (departementen Cochabamba och La Paz), Ecuador samt Peru (regionerna Ancash, Cuzco, Huánuco, Junín, San Martín, Cajamarca och Piura).